# Wolfgang Mittendorfer
Wolfgang Mittendorfer (* 24. November 1972 in München, Deutschland) ist ein deutscher Komponist und Filmkomponist.

## Leben
Geboren in eine Familie von Architekten, Malern, Pianisten, Komponisten, Professoren und Schriftstellern wuchs Wolfgang Mittendorfer stets umgeben von Musik auf.
Frühzeitige Ermutigung zum Instrumentalstudium führte zum Erlernen von unter anderem Klavier, Violine, Flöte, Cello, letzteres schätzungsweise bis zum Alter von 20, nach eigenen Aussagen „bis es zu langweilig wurde infolge der Erkenntnis, es sei eben nur eines von vielen Instrumenten, und man könne sie ohnehin nicht alle spielen … zumindest nicht gleichzeitig“.
Als er sich der Komposition zuwandte, musste er feststellen, in Deutschland zu der Zeit keinen adäquaten Unterricht im Bereich Filmmusik erhalten zu können.
Seine Ausbildung erfolgte daher autodidaktisch durch intensives Studieren internationaler, vor allem US-amerikanischer Filmkomponisten wie Jerry Goldsmith, John Williams, Danny Elfman, Bernard Herrmann und ähnlicher. 
Wichtigste Lehrbücher seines Studiums waren unter anderem On The Track von Fred Karlin, Sounds And Scores von Henry Mancini sowie The Study Of Orchestration von Samuel Adler.
In einem Interview gab er außerdem John Corigliano, dessen Schüler Elliot Goldenthal, sowie eine Reihe klassischer Komponisten wie Richard Wagner, Richard Strauss und Igor Stravinsky als maßgeblichen Einfluss an.
Wolfgang Mittendorfer komponierte bisher vor allem für US-amerikanische und kanadische Independent-Filme.